# IC 1318
IC 1318 è un grande complesso di nebulose diffuse osservabile nella costellazione del Cigno; fa parte del grande complesso nebuloso molecolare del Cigno, una delle aree nebulose più grandi e massicce della nostra Galassia.

## Osservazione
IC 1318 si individua nell'area di cielo in cui si trova la stella γ Cygni, Sadr, il "cuore" del Cigno; si estende per alcuni gradi a nord-est e a sud-ovest di questa stella, velando una regione particolarmente intensa di Via Lattea. Si può osservare, dall'emisfero boreale, per gran parte dell'anno, e dalle medie latitudini si mostra allo zenit. Dall'emisfero australe invece questo tratto di cielo è osservabile con grande difficoltà, specie a partire dalle medie latitudini australi in direzione sud; nella fascia tropicale meridionale è invece discretamente osservabile.

## Caratteristiche
Il complesso è formato da più aree nebulose, spesso attraversate da nebulose oscure, più o meno circondanti la stella Sadr e più o meno staccate fra di loro, al punto che sono state classificate come nebulose separate: sono infatti numerate da IC 1318a fino a IC 1318e, andando da ovest a est. A rendere brillante la nebulosa non è, come può sembrare, la stella Sadr, dato che in realtà non è legata al complesso molecolare: anche se si tratta di una stella molto distante, posta attorno ai 1500 anni luce da noi, è decisamente in primo piano rispetto al campo nebuloso. La formazione stellare, fenomeno per altro diffuso in questa regione della Galassia, sarebbe in via di rallentamento solo in alcune piccole aree alla periferia di questa sottostruttura.
La parte più intensa osservabile direttamente è proprio la sezione di IC 1318 visibile nei pressi della banda oscura LDN 889; le parti più occidentali si presentano invece più rarefatte e filamentose, il che farebbe pensare che questa parte è stata formata in realtà da una o più esplosioni di supernovae. Nella stessa area di cielo si osserva un gran numero di oggetti, come la Nebulosa Crescente e la Nebulosa Farfalla, più alcuni ammassi aperti, il più famoso dei quali è M29. IC 1318 ingloba questa ed altre nebulose, più l'ammasso NGC 6910.